# أحمد زابا
أحمد زابا (بالإنجليزية: Ahmet Zappa)‏ (مواليد 15 مايو 1974 في لوس أنجلوس)، هو موسيقي وناشر وكاتب ومنتج أمريكي

## حياته
يعتبر أحمد ثالث أبناء الموسيقي الشهير فرانك زابا ووالده من أصول يونانية عربية صقلية، وأمه من أصول فرنسية.

## روابط خارجية
- أحمد زابا على موقع IMDb (الإنجليزية)
- أحمد زابا على موقع ألو سيني (الفرنسية)
- أحمد زابا على موقع ميوزك برينز (الإنجليزية)
- أحمد زابا على موقع أول موفي (الإنجليزية)
- أحمد زابا على موقع قاعدة بيانات الأفلام السويدية (السويدية)
- أحمد زابا على موقع إن إن دي بي (الإنجليزية)
- أحمد زابا على موقع ديسكوغز (الإنجليزية)
- أحمد زابا على موقع قاعدة بيانات الفيلم (الإنجليزية)
- أحمد زابا على موقع كينوبويسك (الروسية)